# COSAFA컵
COSAFA컵은 남아프리카 축구 협의회에서 주최하는 친선 축구 대회이다.

## 역대 대회
| 1997 상세정보 | 잠비아            | 없음          | 나미비아 | 모잠비크                  | 없음                      | 탄자니아                  |
| 1998 상세정보 | 잠비아            | 없음          | 짐바브웨 | 앙골라                    | 없음                      | 나미비아                  |
| 1999 상세정보 | 앙골라            | 1–0 1–1       | 나미비아 | 스와질란드, 잠비아        | 스와질란드, 잠비아        | 스와질란드, 잠비아        |
| 2000 상세정보 | 짐바브웨          | 3–0           | 레소토   | 남아프리카 공화국, 앙골라 | 남아프리카 공화국, 앙골라 | 남아프리카 공화국, 앙골라 |
| 2001 상세정보 | 앙골라            | 0–0 1–0       | 짐바브웨 | 말라위                    | 2–1                       | 잠비아                    |
| 2002 상세정보 | 남아프리카 공화국 | 3–1 1–0       | 말라위   | 스와질란드, 잠비아        | 스와질란드, 잠비아        | 스와질란드, 잠비아        |
| 2003 상세정보 | 짐바브웨          | 2–1 2–0       | 말라위   | 스와질란드, 잠비아        | 스와질란드, 잠비아        | 스와질란드, 잠비아        |
| 2004 상세정보 | 앙골라            | 0–0 (5–4 PSO) | 잠비아   | 모잠비크, 짐바브웨        | 모잠비크, 짐바브웨        | 모잠비크, 짐바브웨        |
| 2005 상세정보 | 짐바브웨          | 1–0           | 잠비아   | 남아프리카 공화국, 앙골라 | 남아프리카 공화국, 앙골라 | 남아프리카 공화국, 앙골라 |
| 2006 상세정보 | 잠비아            | 2–0           | 앙골라   | 보츠와나, 짐바브웨        | 보츠와나, 짐바브웨        | 보츠와나, 짐바브웨        |
| 2007 상세정보 | 남아프리카 공화국 | 0–0 (4–3 PSO) | 잠비아   | 모잠비크, 보츠와나        | 모잠비크, 보츠와나        | 모잠비크, 보츠와나        |
| 2008 상세정보 | 남아프리카 공화국 | 2–1           | 모잠비크 | 잠비아                    | 2–0                       | 마다가스카르              |
| 2009 상세정보 | 짐바브웨          | 3–1           | 잠비아   | 모잠비크                  | 1–0                       | 남아프리카 공화국         |
| 2010 상세정보 | 취소됨            | 취소됨        | 취소됨   | 취소됨                    | 취소됨                    | 취소됨                    |
| 2013 상세정보 | 잠비아            | 2–0           | 짐바브웨 | 남아프리카 공화국         | 2–1                       | 레소토                    |
| 2015 상세정보 | 나미비아          | 2–0           | 모잠비크 | 마다가스카르              | 2–1                       | 보츠와나                  |
| 2016 상세정보 | 남아프리카 공화국 | 3–2           | 보츠와나 | 스와질란드                | 1–0                       | 콩고 민주 공화국          |
| 2017 상세정보 | 짐바브웨          | 3–1           | 잠비아   | 탄자니아                  | 0–0 (4–2 PSO)             | 레소토                    |
| 2018 상세정보 | 짐바브웨          | 4–2 (연장)    | 잠비아   | 레소토                    | 1–0                       | 마다가스카르              |
| 2019 상세정보 | 잠비아            | 1–0           | 보츠와나 | 짐바브웨                  | 2–2 (5–4 PSO)             | 레소토                    |